# Dischidiopsis parasitica
Dischidiopsis parasitica là một loài thực vật có hoa trong họ La bố ma. Loài này được Francisco Manuel Blanco mô tả khoa học đầu tiên năm 1837 dưới danh pháp Marsdenia parasitica. Năm 1918 Elmer Drew Merrill chuyển nó sang chi Dischidiopsis.
Loài này tìm thấy trên đảo Luzon.